# Michaeloplia fallaciosa
Michaeloplia fallaciosa är en skalbaggsart som beskrevs av Marc Lacroix 1997. Michaeloplia fallaciosa ingår i släktet Michaeloplia och familjen Melolonthidae. Inga underarter finns listade i Catalogue of Life.